# Santa Catarina, Tepoztlán
Santa Catarina är en ort i Mexiko.   Den ligger i kommunen Tepoztlán och delstaten Morelos, i den sydöstra delen av landet, 50 km söder om huvudstaden Mexico City. Santa Catarina ligger 1 621 meter över havet och antalet invånare är 4 521.
Terrängen runt Santa Catarina är kuperad söderut, men norrut är den bergig. Terrängen runt Santa Catarina sluttar söderut. Runt Santa Catarina är det ganska tätbefolkat, med 179 invånare per kvadratkilometer. Närmaste större samhälle är Cuernavaca, 10,7 km sydväst om Santa Catarina. I omgivningarna runt Santa Catarina växer huvudsakligen savannskog.